# Larry Rapp
Larry Rapp (29 de fevereiro de 1948) é um ator estadounidense.
É conhecido para ter estreado a parte de Fat Moe em Era uma Vez na América de 1984.

## Filmografia

### No cinema
| Ano  | Título                 | Personagem | Notas |
| ---- | ---------------------- | ---------- | ----- |
| 1982 | Dear Mr. Wonderful     | Arnold     |       |
| 1984 | Era uma Vez na América | Fat Moe    |       |
| 1985 | Half Nelson            | [ 4 ]      |       |